# Verbrauchsabrechnung
Verbrauchsabrechnung ist die kostenmäßige Erfassung verbrauchter Güter innerhalb eines Zeitintervalls.
Regelmäßig erfolgen Verbrauchsabrechnungen u. a. durch Versorgungsunternehmen, die über ein Netz Fernwärme-, Gas-, Strom- und Wasserlieferungen dem Kunden zur Verfügung stellen. Dazu zählen auch Telekommunikations-Dienstleistungen. Privathaushalte werden regelmäßig über einen Hausanschluss vom Versorgungsunternehmen kontinuierlich beliefert und der individuelle Verbrauch wird mittels eines Zählwerks erfasst. Die Verbrauchsabrechnung erfolgt meist jährlich, wobei der Verbrauch aus der Differenz des aktuellen Zählerstands – z. B. des Gas-, Strom- oder Wasserzählers – zur Vorperiode errechnet wird. Dazu wird der Zählerstand vom Kunden oder vom Versorgungsunternehmen vor Ort erfasst oder durch einen intelligenten Zähler übermittelt.
Bei der Abrechnung werden neben den variablen Kosten anhand des Verbrauchs meist fixe Kosten wie z. B. Grundgebühren, Kosten für Zähler, Anschluss, Wartung etc. in Rechnung gestellt.
Verbrauchsabrechnungen sind bei Pauschaltarifen, wie z. B. Strompaketen oder bei einer Flatrate insbesondere für Telekommunikation, nicht erforderlich, da es hier auf die Höhe des Verbrauchs nicht ankommt.